# Santo Antônio do Monte
Santo Antônio do Monte est une municipalité brésilienne de l'État du Minas Gerais et la microrégion de Divinópolis.